# Odette Rousseau
Pour les articles homonymes, voir Rousseau.
Odette Rousseau-Balési, née le 5 janvier 1927 à Saïgon et morte le 7 décembre 2012 à Paris, est une parachutiste française, militaire de formation après avoir obtenu une licence de français.

## Biographie
Odette Rousseau débuta dans cette discipline en 1950 à Saint-Yan au centre de formation au pilotage de l'École nationale de l'aviation civile (ÉNAC), âgée de 23 ans, obtenant son diplôme d'instructeur quatre ans plus tard, et le brevet militaire (fait extrêmement rare à l'époque) encore une année après.
Elle exerça par la suite son activité professionnelle aux centres de Gisy-les-Nobles et de Romilly-sur-Seine.
Le 25 août 1955, elle tenta de battre le record du monde de chute libre d'un saut à près de 8200 mètres d'altitude (8198,30 mètres très exactement après corrections) avec ouverture de parachute à 408 mètres du sol, record détenu alors par la russe A.K Sultanova depuis 1952, en sautant d'un avion Nord 2501 prêté par l'armée de l'air française, qui décolla du CEV de Brétigny-sur-Orge. Après une chute dans l'Yonne où elle faillit mourir noyée (repêchée in extremis par le batelier de la Jeanne d'Arc), le record ne fut pas homologué, mais la "Meilleure performance mondiale féminine de chute libre" fut retenue car le barographe donna une fin de courbe de saut incorrecte.
De 1966 à 1986, elle occupa la fonction de rapporteur technique à la Commission parachutiste de la Fédération aéronautique internationale (F.A.I.), de 1967 à 1982 celle de secrétaire technique à la Commission Internationale de Parachutisme (C.I.P.), et elle travailla également au Ministère des Transports français jusqu'en 1996.l
Le magazine Aviation Magazine International n°148 du 1er septembre 1955 lui consacra un dossier intitulé Odette Rousseau : plus de 8 km. en chute libre !.
Sa tombe se trouve dans le cimetière communal de La Possonnière (Maine-et-Loire).

## Distinctions
- Officière de la Légion d’honneur (1996)
- Médaille de l’Aéronautique (au titre des Armées)
- Compagnon d’honneur de la F.A.I.